# Gunter Zimmermeyer
Gunter Zimmermeyer (* 1944 in Aschaffenburg) ist ein deutscher Verbandsfunktionär und Lobbyist bei Bosch.

## Leben
Zimmermeyer studierte an der Universität zu Köln Physik und promovierte 1974 zum Thema Tieftemperatur/Festkörperphysik.
1976 wurde er Referent für Umweltschutz im Gesamtverband des deutschen Steinkohlebergbaus (GVSt). In der Diskussion um das Waldsterben vertrat Zimmermeyer die Interessen des Gesamtverbandes der Deutschen Steinkohle. 1990 wurde er als Mitglied der Geschäftsführung zuständig für Umweltschutz, Akzeptanzfragen sowie neue Technologien.
Seit 1983 unterrichtete Zimmermeyer an der Fachhochschule für Bergbau in Bochum. 
Seit 1992 ist Zimmermeyer Mitglied im Präsidium der Deutschen Verkehrswacht und heutiger Vizepräsident dieser Organisation.
Von 1992 bis 2003 war er Geschäftsführer des Verbandes der Automobilindustrie e.V. (VDA) und Geschäftsführer der Forschungsvereinigung Automobiltechnik e.V. (FAT) sowie Vorsitzender des Beirats des DIN-Fachnormenausschusses Kraftfahrzeuge (FAKRA). Er vertrat den VDA in Gremien des Deutschen Verkehrssicherheitsrats und der Deutschen Verkehrswacht.
Zum 1. April 2003 wechselte er zur Robert Bosch GmbH, wo er das Verbindungsbüro Berlin-Brüssel als Leiter der Zentralabteilung Außenangelegenheiten, Regierungs- und Politikbeziehungen übernahm.
Seit 2007 bis zu ihrer Auflösung 2017 war er Vorsitzender der EUGT.